# Les Éditions de minuit
Les Éditions de minuit és una editorial francesa que té els seus orígens en la Resistència francesa de la Segona Guerra Mundial.

## Història
Les Éditions de minuit va ser fundada per l'escriptor i il·lustrador Jean Bruller (1902-1991) i l'escriptor Pierre de Lescure (1891–1963) el 1941 a París, durant l'ocupació nazi del nord de França (al novembre de 1942, les forces alemanyes van ocupar tota França). Aleshores, els mitjans de comunicació i totes les formes de publicació estaven controlats i censurats pels ocupants nazis. Les Éditions de minuit es va crear per a eludir la censura i va ser una editorial clandestina fins a l'alliberament de París el 25 d'agost de 1944.
Le Silence de la mer del cofundador Bruller (que va escriure sota el pseudònim de «Vercors») va ser el primer llibre publicat el 1942. La distribució, com altres textos de la Resistència, es va transmetre de persona a persona. Le Silence de la mer va ser seguida el 1943 per Chroniques interdites (columnes de diaris prohibits de diversos autors), L'Honneur des poètes (poesia aplegada per Paul Éluard), Le cahier noir de François Mauriac, i Le musée Grévin de Louis Aragon.
Un petit grup d'impressors es va unir a Bruller i De Lescure i junts es van arriscar a la presó i la mort per publicar obres d'alguns dels més grans autors francesos que escrivien sota pseudònims. Entre els autors hi havia Paul Éluard, Louis Aragon, Jacques Maritain, François Mauriac, Jean Paulhan, André Chamson, André Gide i la primera traducció francesa íntegra de The Moon Is Down de John Steinbeck.
A la dècada del 1950 l'empresa va començar a tenir èxit. Lindon va ser el primer a publicar diverses novel·les de Samuel Beckett, que va escriure tant en francès com en anglès i era resident a França en aquell moment. Altres autories publicades foren Monique Wittig, Alain Robbe-Grillet, Claude Simon, Marguerite Duras i Robert Pinget, que van constituir la columna vertebral del moviment literari anomenat nouveau roman. També va publicar La Question d'Henri Alleg el 1958 sobre l'ús de la tortura per l'exèrcit francès durant la Guerra d'Algèria (1954–62), que va ser censurat.
Des de finals de la dècada del 1970 fins a mitjans de la dècada del 1980, Lindon i Les Éditions de minuit van promoure diversos joves autors francesos com Jean Echenoz, Jean Rouaud, Marie NDiaye, Patrick Deville, Éric Chevillard, caracteritzats per una certa renovació de l'escriptura basada en un formalisme minimalista barrejat amb un estil elaborat.
Des de la seva fundació fins al 2015, Les Éditions de minuit ha guanyat, a través dels seus autors, dos Premis Nobel de Literatura (Samuel Beckett i Claude Simon), tres Premis Goncourt (L'Amant de Marguerite Duras, Je m'en vais de Jean Echenoz i Les Champs d'honneur de Jean Rouaud), set Premis Médicis, un Premi Renaudot i tres Premis Femina.